# ISEC HdW
Die  ISEC Hochschule der Wirtschaft  (Institut Supérieur de l’Economie) ist eine staatlich anerkannte und akkreditierte private Hochschule mit Sitz in Luxemburg.
Die staatlich anerkannten und akkreditierten ausbildungs- und berufsbegleitenden Studiengänge der ISEC HdW richten sich vor allem an „nicht-traditionelle“ Studierende, die in anderen Lebenssituationen (Beruf, Familie, Kinder) als Schulabgänger stehen und zudem andere Kompetenzen und Erfahrungen mitbringen.

## Die Hochschule

### Träger der Hochschule
Träger der ISEC University ist die ISEC AdW S.A, eine 2015 gegründete Aktiengesellschaft luxemburgischen Rechts, deren Anteile von der Handelskammer (Chambre de Commerce) und der Handwerkskammer (Chambre des Métiers) des Großherzogtums Luxemburg gehalten werden.
Ziel der ISEC University ist es, die Wertschöpfungskette der beruflichen Weiterbildung in Luxemburg sowie in der Großregion um ein tertiäres universitäres Bildungsangebot mit fundierten theoretischen Grundlagen und unmittelbarer Praxisnähe zu vervollständigen.

### Rektorat der Hochschule
Das Rektorat leitet die Universität und vertritt sie nach innen und außen. Es überwacht die Einhaltung der rechtlichen und statutarischen Bestimmungen und hier vor allem die Trennung von Akademie und Verwaltung sowie die Sicherstellung der Autonomie der Hochschule. Das Rektorat beschließt den strategischen Entwicklungsplan der Universität – einschließlich des Studienangebots, der Forschungsschwerpunkte und der Universitätsorganisation. Zudem zeichnet es für das Prüfungs- und Berufungswesen der Hochschule verantwortlich.
Gründungsrektor der ISEC HdW ist Prof. André Reuter. Prof. Marc Ant ist Prorektor „Lehre & Innovation“, Prof. Franz Peter Lang ist Prorektor „International Relations“, Prof. Kurt Reding ist Prorektor Qualitätsmanagement und Muriel Morbé ist Verwaltungsdirektorin. Reuter, Ant und Reding sind Ende 2017 ausgeschieden.

### Studienangebot der Hochschule
Die ISEC-HdW bietet sowohl eigenständige Lehrgänge mit Zertifikatsabschlüssen als auch diplomierende Bachelor- oder Master-Studiengänge an. Praktika und Ausbildungen in Unternehmen und Organisationen ermöglichen darüber hinaus den Erwerb von ECTS-Leistungspunkten, die modulbezogen anrechenbar sind.

### Fortführung des Bildungsangebots der eufom University
Die ISEC HdW setzt das Bildungsangebot der eufom University, die ab dem Wintersemester 2016/17 nicht mehr selbst in Luxemburg aktiv ist, nahtlos fort.

### Zugangsvoraussetzungen
Zum Studium erhält Zugang, wer über einen allgemeinen oder fachbezogenen Sekundarschulabschluss (Hochschulreife) oder eine als gleichwertig anerkannte Vorbildung verfügt.
- Inhaber eines ausländischen Bildungsabschlusses erhalten den Zugang zum Studium, wenn der ausländische Bildungsabschluss vom luxemburgischen Bildungsministerium als gleichwertig anerkannt wird. Dazu zählen zum Beispiel:
  - Allgemeine Hochschulreife (Abitur) oder Fachhochschulreife
  - Diplôme de fin d´études secondaires
  - Diplôme de fin d´études secondaires techniques
  - Diplôme de technicien
- Berufstätige mit Nachweis einer Tätigkeit mit Bezug zum gewählten Studiengang.
- Eine teilweise Anerkennung von Studienmodulen und/oder Zulassung zu Aufbaustudiengängen kann gemäß VAE-Verfahren (Validation des Acquits de l'Expérience) beantragt werden.

## Angewandte Forschung
Die Verbindung zu den Kammern des Patronats stellt ein praxisnahes Studieren sicher, das sich an den Bedürfnissen der Wirtschaft orientiert, ohne das theoretische Fundament zu vernachlässigen.
Ein wichtiger Forschungsschwerpunkt der ISEC University ist das Themenfeld "Immaterielle Wirtschaftsgüter" – nicht zu verwechseln mit „Immateriellen Vermögenswerten“. Gemeinsam mit dem Europäischen Institut für Wissens- und Werte-Management (EIKV) werden neben der rechtlich/steuerrechtlichen Dimension gleichberechtigt auch ökonomische und psycho-soziale Aspekte betrachtet. Dabei erforscht die ISEC Hochschule der Wirtschaft einerseits die wirtschaftliche Erfassung und Bewertung und andererseits die rechtliche Absicherung immaterieller Wirtschaftsgüter (z. B. Geistiges Eigentum, Patente und Marken, aber auch Wissen der Mitarbeiter und Qualität des Managements) mit dem Ziel, die Kompetenz der Universität in technischer, ökonomischer und juristischer Hinsicht zu steigern und den Transfer wissenschaftlicher Erkenntnisse in die unternehmerische Praxis zu fördern.

## UmB Konferenzreihe
Zusammen mit dem EIKV veranstaltet die ISEC University die bereits 2002 vom European Institute for Knowledge & Value Management in Zürich ins Leben gerufene Konferenzreihe „University meets Business“ unter dem Leitmotto „praxisrelevante Wissenschaft für mittelständische Unternehmen in einer vernetzten Gesellschaft“.
Ziel der Konferenzreihe ist es, die gesellschaftliche Relevanz universitärer Forschung sichtbar und neue wissenschaftliche Erkenntnisse nutzbar zu machen.